# 普里总督府
普里总督府（Raj Bhavan）是印度奥里萨邦总督的夏季官邸，位于濒临孟加拉湾的普里，距离该邦首府布巴内什瓦尔53公里，旧首府克塔克97公里。

## 历史
总督府建于1913–14年，最初是比哈尔和奥里萨省副总督的夏季官邸 英属印度.占地 30.226英畝（12.232公頃）. 随后成为英国总督的夏季官邸，来躲避比哈尔和奥里萨省首府巴特那的夏季酷暑。 1936年，奥里萨省成为一个独立的省份后，该建筑成为奥里萨省总督的官邸。 在卡塔克的新总督府正在建设中，普里总督府也进行了改造，费用为 Rs. 158,000 ，“使其符合国王陛下驻印度代表的尊严”。
该建筑一直用作总督的夏季住所，直到1973年， 1983年，部分土地出售，用于建造一个酒店，以促进旅游业
。